# Siedziba JEMS Architekci
Siedziba JEMS Architekci – budynek biurowy przy ul. Gagarina 28a w Warszawie, której projektantem i właścicielem jest pracownia JEMS Architekci.

## Opis
Projekt powstał w latach 1999–2002, a zrealizowano go w okresie: 2002-2004. Jednym z głównych założeń projektowych było wykreowanie przestrzeni integrującej zespół wokół wspólnych zadań projektowych poprzez otwartość wnętrz zorganizowanych według prostych i czytelnych reguł. Ich warsztatowy charakter ma pomóc skupieniu i koncentracji, stanowi tło dla codziennej pracy architektów. Stanowiska pracy zostały odseparowane od pomieszczeń obsługujących jedynie poprzez biegnące przez całą długość budynku żelbetowe podciągi. Poprzecznie względem nich usytuowana została ażurowa klatka schodowa o stalowej konstrukcji.
Główne cechy rozplanowania wnętrz, a także surowy charakter użytych materiałów: betonu, stali i szkła wraz z naturalnymi drewnianymi posadzkami, przypominają inną realizację pracowni JEMS, biurowiec Agory S.A. Uliczna fasada jest odzwierciedleniem zasady budowy przekroju poprzecznego budynku. Podwójnie szklona elewacja nie powiela form sąsiednich obiektów. Określana jako doskonale wpisująca się w otoczenie budynków Dolnego Mokotowa.
Projekt wielokrotnie publikowany m.in. w miesięczniku Architektura-Murator.

## Autorzy
- Autorzy:JEMS Architekci: Olgierd Jagiełło, Maciej Miłobędzki, Marcin Sadowski, Jerzy Szczepanik-Dzikowski oraz Izabela Leple
- Współpraca: Marta Świątek-Piziorska, Kasper Mączeński